# ヴィジョンネクスト情報デザイン専門学校
ヴィジョンネクスト情報デザイン専門学校（ヴィジョンネクストじょうほうデザインせんもんがっこう）とは、岐阜県大垣市清水町65-3にある学校法人平野学園が運営する私立の男女共学の専門学校である。旧称は大垣文化総合専門学校。

## 概要
- ファッション科（服装専門課程、服装一般課程）と情報デザイン科（情報ビジネスコース、グラフィックデザインコース）を有する。
- 教育目標は「自主・自由・博愛・実践」。校訓は「じぶん発見」。
- かつては高等専修学校（高等学校技能連携校）であり、向陽台高等学校と技能連携が行われていた。
- 専修学校高等課程（ヴィジョンネクスト情報デザイン専門学校高等課程）も設置されているが、これは同じ平野学園の清凌高等学校の学生のみを対象とするもの（清凌高等学校の卒業時には「清凌高等学校普通科卒業」及び「ヴィジョンネクスト情報デザイン専門学校高等課程卒業」となる）であり、ヴィジョンネクスト情報デザイン専門学校の学生は高等課程を学ぶことはできない。
- 校内には大垣中日文化センター（中日新聞社が運営する生涯学習の拠点）平野学園教室がある。

## 歴史
- 1944年（昭和19年） - 和洋裁教授寿塾として大垣市俵町に開設。
- 1946年（昭和21年） - 大垣文化洋裁学院に改称。
- 1965年（昭和40年） - 学校法人平野学園が認可される。大垣文化服装専門学校に改称。
- 1984年（昭和59年） - 大阪府茨木市に拠点を置く広域通信制の向陽台高等学校と技能連携。
- 1990年（平成2年） - 新校舎「ラ・モーダ」（La Mode）完成。
- 1994年（平成6年） - 大垣文化総合専門学校に改称。
- 2004年（平成16年） - 新校舎「ミーム」（MEME）完成。
- 2009年（平成21年） - キートスガーデン幼稚園・保育園を開園。
- 2015年（平成27年） - 清凌高等学校が開校。大垣文化総合専門学校内の高等課程は清凌高等学校の一部となる。大垣文化総合専門学校の入学対象者を中学校卒業相当以上から高等学校卒業相当以上に変更する。
- 2017年（平成29年） - ヴィジョンネクスト情報デザイン専門学校と改称する。
- 2020年（令和2年） - 新校舎「トーラス」完成。

## 学科

### ファッション科
- アパレルコース
- ファッションビジネスコース
- 服飾コース

### 情報デザイン科
- 情報ビジネスコース
- グラフィックデザインコース

## 交通アクセス
- JR東海道本線・養老鉄道養老線・樽見鉄道樽見線 大垣駅より徒歩で約12分。
- 名阪近鉄バス「郭町」バス停下車、徒歩で約3分。